# 徳大寺実能

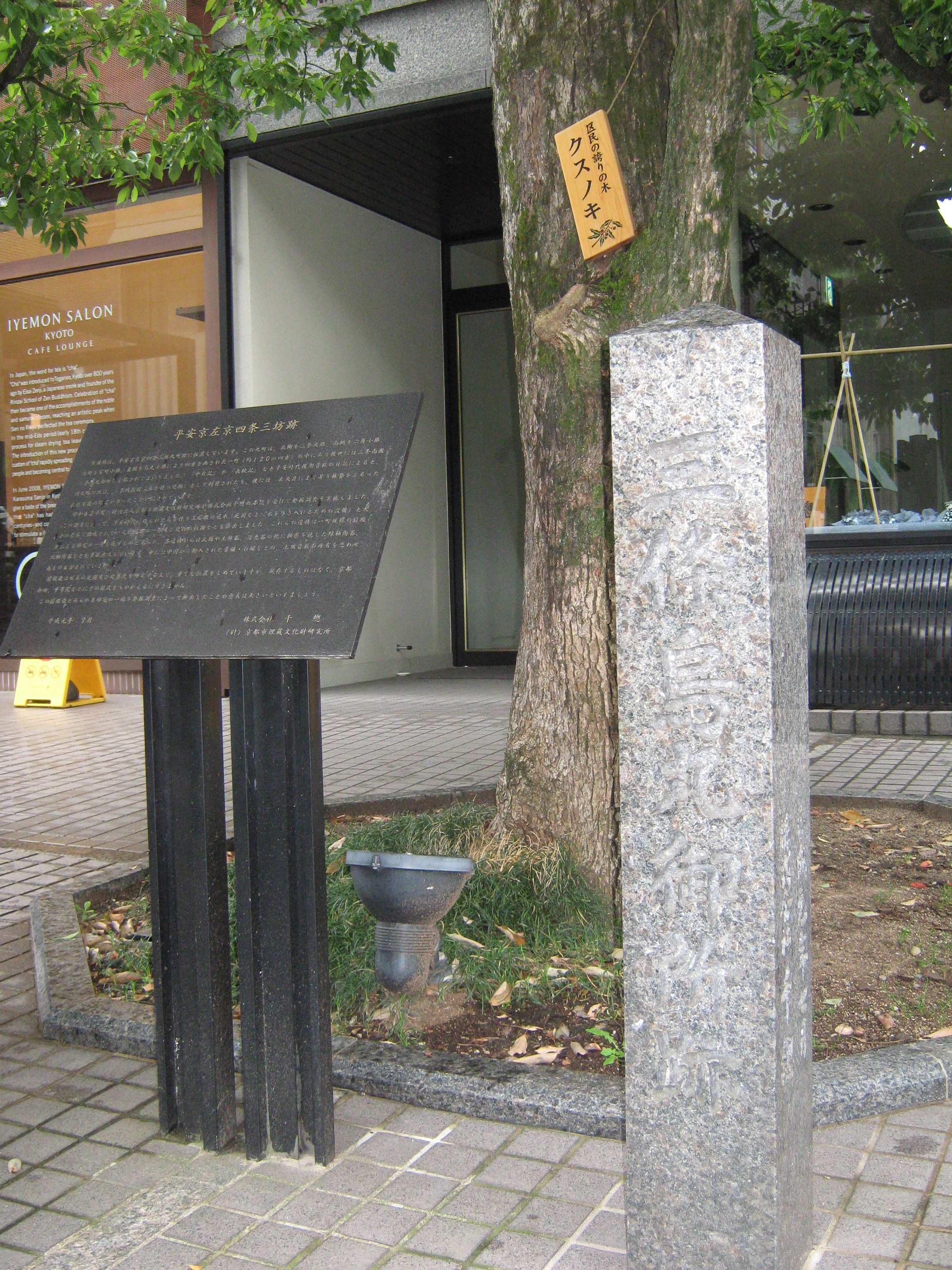
三条烏丸御所跡・徳大寺実能が鳥羽法皇に献じ御所となった、京都市中京区三条通烏丸西入ル南側

徳大寺 実能（とくだいじ さねよし）は、平安時代後期の公卿。権大納言・藤原公実の五男。徳大寺家を興す前は、藤原実能（ふじわら の さねよし）と称していた。官位は従一位・左大臣。徳大寺家の祖。待賢門院の同母兄。久安3年（1147年）徳大寺を建立し、徳大寺左大臣と称された。

## 経歴
長治元年（1104年）に従五位下に叙せられる。元永元年（1118年）、璋子が鳥羽天皇の中宮になると中宮権亮、天治元年（1124年）璋子が院号宣下を受けると待賢門院別当になる。璋子の兄であることから重用され、保安3年（1122年）に権中納言に任じられた後は、左兵衛督・右衛門督・検非違使別当と累進。長承2年（1133年）には長女・幸子（22歳）を藤原頼長（14歳）と結婚させることで、摂関家と関係を強めた。保延2年（1136年）に正二位権大納言となるが、永治元年（1141年）の崇徳天皇の退位と康治元年（1142年）の待賢門院出家により、閑院流は低迷期に入る。
閑院流の中心は異母兄の三条実行だった。頼長の支援を受けた実能は、実行を名誉職である太政大臣に棚上げして空席を作り、久安6年（1150年）に内大臣となった。久寿2年（1155年）に幸子が逝去すると頼長から離れて美福門院に接近し、皇太子・守仁親王（後の二条天皇）の東宮傅（とうぐうのふ）になるなど変わり身の早さを見せる。保元元年（1156年）9月、左大臣となる。保元2年（1157年）正月に従一位に叙せられるが、7月に出家して法名を真理と称した。9月に仁和寺の小堂（徳大寺）で薨去。
歌人として有名で、かつての家人・西行と親交が深かった。

## 系譜
- 父：藤原公実
- 母：藤原光子 - 但馬守藤原隆方娘[1]
- 妻：藤原顕隆娘
  - 長女：藤原幸子（1112-1155） - 藤原頼長室
  - 長男：徳大寺公能（1115-1161） - 正二位右大臣
- 妻：藤原宗忠娘
  - 次男：徳大寺公親（1131-1159） - 正三位参議
- 妻：廊御方 - 藤原通季娘
  - 三男：徳大寺公保（1132-1176） - 正二位権大納言
- 生母不明の子女
  - 男子：能慶
  - 男子：公雲 - 延暦寺僧都
  - 男子：円実 - 法眼
  - 男子：公全
  - 男子：公性
  - 男子：公重[2]
  - 女子：春日局 - 鳥羽天皇宮女、頌子内親王母
- 養子
  - 女子：藤原育子（1146-1173） - 藤原忠通の娘[3]・二条天皇中宮